# Pangurayan
Pangurayan is een bestuurslaag in het regentschap Pamekasan van de provincie Oost-Java, Indonesië. Pangurayan telt 1448 inwoners (volkstelling 2010).